# Israfeel Kohistani
Mohammad Salim Israfeel Kohistani (en dari : محمد سالم اسرافیل کوهستانی) (né le 5 juin 1987 à Kaboul en Afghanistan) est un joueur international de football afghan, qui évolue en tant qu'ailier.

## Biographie

### Club
En 2000, il commence sa carrière dans le club d'Habibia où il reste jusqu'en 2003. En 2004, il rejoint le club de l'Ordu Kaboul FC. En 2007, il rejoint Kabul Bank FC.

### Sélection
Kohistani a évolué dans toutes les équipes de jeunes de son pays. Il rejoint la sélection senior en 2005.